# Pachybrachis luctuosus
Pachybrachis luctuosus  (лат.) — вид жуков-скрытоглавов из семейства листоедов (Chrysomelidae). Северная Америка: Канада (Квебек, Онтарио) и США (от Алабамы до Нью-Йорка). Длина самцов 1,87 ± 0,10 мм, ширина 0,95 ± 0,11 мм. Окраска в основном чёрная с желтоватыми отметинами на спинной стороне тела (переднеспинке и надкрыльях). Ассоциирован с соснами Pinus virgiana, Pinus resinosa и дубом Quercus rubra. Вид был впервые описан в 1858 году энтомологом E. Suffrian
.